# Аонёбо
Аонёбо (яп. 青女房) — ёкай-людоед в японском фольклоре.
Впервые аонёбо была нарисована в книге Ториямы Сэкиэна «Иллюстрированный ночной парад 100 демонов». Ёкая также можно встретить в «Кошмаре сотни демонов» (1832). В книге Yōkai hyakumonogatari emaki (1780) этот ёкай изображён под именем «Симогути».

## Описание

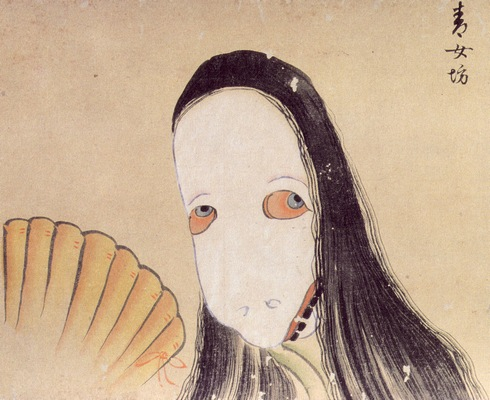
Аонёбо с веером

Аонёбо выглядит как молодая девушка с высокими бровями и чёрными зубами. Она носит белую маску и кимoно эпохи Хэйан. Её одежда схожа с одеяниями аристократов и придворных древней Японии.

## Легенда
Согласно легенде, аонёбо — придворные, служащие знатным семьям до тех пор пока не выйдут замуж. 
Их якобы можно встретить в заброшенных домах, принадлежавших прежде дворянам и аристократам. Они постоянно наносят макияж или причёсывают волосы, будто бы ждя женихов. Однако как только они обнаружат присутствие посторонних, то непромедлительно их съедают. 